# Zahmen
Zahmen ist ein Ortsteil der Gemeinde Grebenhain im mittelhessischen Vogelsbergkreis.

## Geografie
Zahmen liegt im östlichen Vogelsberg in einer Höhe von 369 m ü. NN. Die Gemarkung von Zahmen hat eine Fläche von 462 ha. Von ihr sind heute noch 240 ha landwirtschaftlich genutzte Fläche, davon 163 ha Wiesen und 54 ha Ackerland. Die Waldflächen betragen 196 ha, die Ortslage und sonstige Flächen wie Wege, Gewässer und überörtliche Straßen 49 ha. Durch den Ort fließt der Moosbach, der nördlich von Zahmen noch vor der Gemarkungsgrenze zu Blankenau im Landkreis Fulda in die Lüder mündet. Nördlich von Zahmen liegt die 454 m hohe Steiger, von der schon im frühen 20. Jahrhundert die Bezeichnung Steigertal abgeleitet wurde und die dann durch die gleichnamige Gemeinde allgemeinen Gebrauch fand.

## Ortsgeschichte

### Mittelalter
Die drei Ortsteile der kurzlebigen Gemeinde Steigertal (Zahmen, Wünschen-Moos, Heisters) weisen zahlreiche geschichtliche Gemeinsamkeiten auf. Der namensgebende Berg Steiger zwischen Zahmen und Heisters wird bereits in der Grenzbeschreibung der Pfarrei Crainfeld von 1011 als Grenzpunkt unter der Bezeichnung Steigira erwähnt. Obwohl in dieser Urkunde keine der drei Ortschaften namentlich genannt wird, ist davon auszugehen, dass diese zu diesem Zeitpunkt bereits existierten.
Die erste bekannte schriftliche Erwähnung von Zahmen findet sich in einem Kopiar über die Schenkung von Gütern an das Kloster Blankenau von 1285. Dort heißt es: „villae nostrae in Zamen“. (Unseres Dorfes Zamen). Das Kopiar, in welchem sich die Ersterwähnung des Ortes findet, stammt aus dem 17. Jahrhundert. 
Im Mittelalter war das Dorf zunächst als fuldisches Lehen im Besitz der Herren von Blankenwald, einer Seitenlinie der Herren von Schlitz. Deren Stammburg Burg Blankenwald lag oberhalb des erst nach ihrer Zerstörung durch den Fuldaer Fürstabt Bertho II. von Leibolz im Jahr 1264 gegründeten Nachbarortes Blankenau. Innerhalb des Herrschaftsbereiches der Herren von Blankenwald gehörte Zahmen wie auch Heisters und Wünschen-Moos zum Gericht Schlechtenwegen. 1338 kam es an die Herren von Eisenbach. Mit deren Aussterben im Mannesstamm fiel das Gericht Schlechtenwegen und damit auch Zahmen 1428 an die Riedesel. 1680 wurde der Sitz des Gerichts von Schlechtenwegen nach Altenschlirf verlegt.
Im 15. Jahrhundert änderte sich die Schreibweise des Ortsnamens zu „Czamen“. 1526 werden „Heyster“ und „Zamen“ genannt. Der Ortsname lässt sich auf den Rufnamen „Zamo“ zurückführen.
Nahe der heutigen Gemarkungsgrenze zwischen Zahmen und Blankenau lag im Mittelalter das Dorf Niebels. Es wird erstmals 1377 als Lyboldes und in einem Kaufbrief des Klosters Blankenau von 1455 als Nybolcz erwähnt. Die Ortschaft wurde aufgrund der spätmittelalterlichen Agrarkrise, möglicherweise aber auch infolge einer Fehde zwischen den Riedeseln und der Abtei Fulda, zur Wüstung. Während dieser Fehde wurden im Jahr 1467 die riedeselischen Gerichte Moos und Schlechtenwegen, darunter auch das Dorf Zahmen, niedergebrannt. Die Rechte der fuldischen Propsteien Blankenau und Neuenberg im Gericht Schlechtenwegen, darunter auch in Zahmen, blieben bis 1525 bestehen. Nach dem Deutschen Bauernkrieg nutzten die Riedesel jedoch die zwischenzeitliche Schwäche der Fürstabtei und entzogen ihr eigenmächtig die Lehensherrschaft und einen erheblichen Teil ihrer Besitzrechte.

### Neuzeit
Die Kinder aus Zahmen besuchten zunächst die 1540 im Pfarrort Nieder-Moos eingerichtete Schule. Erst 1698 erhielt Zahmen einen eigenen Schulmeister, jedoch wurde der Unterricht in Ermangelung eines eigenen Schulgebäudes zunächst reihum in den Häusern der Schulkinder abgehalten. Im Jahr 1783 erbaute dann die Gemeinde Zahmen als einer der ersten Filialorte des Kirchspiels Nieder-Moos ein eigenes Schulhaus, die heutige Alte Schule.
Während des Dreißigjährigen Krieges starben im Jahr 1629 in Zahmen 30 Menschen an der Pest, nachdem diese von den durchziehenden Söldnertruppen eingeschleppt worden war.
Infolge der Mediatisierung beim Ende des Heiligen Römischen Reiches Deutscher Nation im Jahr 1806 wurde der Herrschaft Riedesel dem Großherzogtum Hessen einverleibt. Seit diesem Jahr ist Zahmen hessisch und wurde zunächst als Teil des Amtes Altenschlirf verwaltet. Nach dem Inkrafttreten der neuen hessischen Gemeindeordnung und Kreisordnung 1821 gehörte Zahmen zunächst zum Landratsbezirk Herbstein (ab 1825 Landratsbezirk Lauterbach). 1848 wurde das Dorf Teil des kurzlebigen Regierungsbezirks Alsfeld und kam nach dessen Auflösung 1852 zum Landkreis Lauterbach.
Wegen ihrer geringen Einwohnerzahl erhielt die Gemeinde Zahmen nach Inkrafttreten der hessischen Gemeindeordnung von 1821 keinen eigenen Bürgermeister, sondern bildete mit den benachbarten Gemeinden Heisters, Wünschen-Moos und Steinfurt eine gemeinsame Bürgermeisterei. Die offizielle Bezeichnung lautete Bürgermeisterei Steinfurt. Nachdem dieser Ort 1865 einen eigenen Bürgermeister erhalten hatte, erfolgte die Umbenennung in Bürgermeisterei Heisters. 1894 wurde erstmals ein Einwohner von Zahmen zum Bürgermeister gewählt, nachdem dieses Amt vorher stets durch einen Ortsbürger von Heisters bekleidet worden war. Obwohl in der Folge bis 1971 alle Bürgermeister aus Zahmen stammten, wurde die amtliche Bezeichnung Bürgermeisterei Heisters beibehalten.

### Die Weltkriege und ihre Folgen
Im Ersten Weltkrieg fielen 12 Soldaten aus Zahmen oder wurden vermisst. Im Zweiten Weltkrieg hatte Zahmen 4 Gefallene und Vermisste zu beklagen, hinzu kamen noch 43 Angehörige der nach 1946 in das Dorf gekommenen Heimatvertriebenen.
1911 erfolgte der Bau der örtlichen Wasserleitung nach dem Vorbild der Nachbargemeinde Heisters. Anfang der 1920er Jahre planten die drei Gemeinden der Bürgermeisterei Heisters die Errichtung einer kleinen Talsperre zur Aufstauung der Lüder nördlich von Zahmen, um damit ein Wasserkraftwerk zur Stromversorgung der drei Orte betreiben zu können. Diese Pläne wurden jedoch nicht umgesetzt. Stattdessen erfolgte 1923 der Anschluss von Zahmen an das Stromnetz des Überlandwerks Oberhessen. 1963 wurde die Wasserversorgung von Grund auf erneuert, wobei die Gemeinden Heisters und Zahmen eine gemeinsame Pumpstation mit Hochbehälter errichteten.
Nach Inkrafttreten der Gebietsreform erfolgte von 1975 bis 1977 der Umbau der Ortsdurchfahrt, verbunden mit einer teilweisen Verlegung der Kreisstraße, und von 1983 bis 1984 die Erweiterung des Dorfgemeinschaftshauses um einen Anbau mit einem Feuerwehrhaus. Von 1994 bis 1996 wurde eine Gemeinschaftskläranlage für die Ortsteile Heisters, Metzlos, Metzlos-Gehaag, Wünschenmoos und Zahmen erbaut. 1999 erfolgte die Aufnahme der drei früheren Ortsteile von Steigertal in das hessische Dorferneuerungsprogramm, in dessen Rahmen Zahmen bis 2010 gefördert wurde. Parallel dazu wurde 2008 die Ortsdurchfahrt von Zahmen neu ausgebaut. Im Jahr 2009 erfolgte die Einweihung des im Rahmen der Dorferneuerung sanierten Dorfgemeinschaftshauses.

### Schule und Bildung nach 1945
1953–1954 wurde ein neues Schulhaus für die Gemeinden Zahmen und Wünschen-Moos (dessen Schule 1922 aufgelöst worden war) am Ortsausgang von Zahmen nach Wünschen-Moos errichtet. Es wurde jedoch nur eineinhalb Jahrzehnte auch als solches genutzt, da die einklassige Volksschule in Zahmen 1969 infolge der Schulreform in Hessen zugunsten der neuen Mittelpunktschule (Oberwaldschule) in Grebenhain geschlossen werden musste. Die Neue Schule in Zahmen wurde anschließend bis 1972 zu einem Dorfgemeinschaftshaus umgebaut.

### Hessische Gebietsreform 1971/72
Noch in der Anfangsphase der Gebietsreform in Hessen beschlossen die Gemeinden Zahmen, Wünschen-Moos und Heisters, sich auf freiwilliger Basis und auf Grundlage der schon lange bestehenden Bindungen durch den Bürgermeistereiverband zu einer gemeinsamen Gemeinde zusammenzuschließen. Somit wurde am 1. Februar 1971 die Gemeinde Steigertal gegründet. Die Hoffnungen, auf diese Weise der Angliederung an eine der im Rahmen der Gebietsreform geplanten Großgemeinden zu entgehen, erfüllten sich jedoch nicht. Nach nur eineinhalb Jahren erfolgte am 1. August 1972 aufgrund eines Gesetzes die Eingemeindung der Gemeinde Steigertal in die Großgemeinde Grebenhain und zugleich die Eingliederung in den neugebildeten Vogelsbergkreis. Geblieben ist jedoch der gemeinsame Ortsbezirk der Ortsteile Heisters, Wünschen-Moos und Zahmen.

### Verwaltungsgeschichte im Überblick
Die folgende Liste zeigt die Staaten und Verwaltungseinheiten, denen Zahmen angehört(e):
- vor 1803: Heiliges Römisches Reich, Gericht Altenschlirf der Freiherren von Riedesel zu Eisenbach (Mannlehen des Fürstbistums Fulda)
- ab 1806: Großherzogtum Hessen,[Anm. 2] Fürstentum Ober-Hessen, Gericht Altenschlirf[12]
- ab 1815: Großherzogtum Hessen, Provinz Oberhessen, Amt Altenschlirf[13]
- ab 1821: Großherzogtum Hessen, Provinz Oberhessen, Landratsbezirk Herbstein[Anm. 3]
- ab 1825: Großherzogtum Hessen, Provinz Oberhessen, Landratsbezirk Lauterbach
- ab 1848: Großherzogtum Hessen, Regierungsbezirk Alsfeld
- ab 1852: Großherzogtum Hessen, Provinz Oberhessen, Kreis Lauterbach
- ab 1867: Norddeutscher Bund, Großherzogtum Hessen, Provinz Oberhessen, Kreis Lauterbach
- ab 1871: Deutsches Reich, Großherzogtum Hessen, Provinz Oberhessen, Kreis Lauterbach
- ab 1918: Deutsches Reich, Volksstaat Hessen, Provinz Oberhessen, Kreis Lauterbach
- ab 1938: Deutsches Reich, Volksstaat Hessen, Provinz Oberhessen, Landkreis Lauterbach
- ab 1945: Deutsches Reich, Amerikanische Besatzungszone,[Anm. 4] Groß-Hessen, Regierungsbezirk Darmstadt, Landkreis Lauterbach
- ab 1946: Deutsches Reich, Amerikanische Besatzungszone, Hessen, Regierungsbezirk Darmstadt, Landkreis Lauterbach
- ab 1949: Bundesrepublik Deutschland, Hessen, Regierungsbezirk Darmstadt, Landkreis Lauterbach
- ab 1971: Bundesrepublik Deutschland, Hessen, Regierungsbezirk Darmstadt, Landkreis Lauterbach, Gemeinde Steigertal
- ab 1972: Bundesrepublik Deutschland, Hessen, Regierungsbezirk Darmstadt, Vogelsbergkreis, Gemeinde Grebenhain
- ab 1981: Bundesrepublik Deutschland, Hessen, Regierungsbezirk Gießen, Vogelsbergkreis, Gemeinde Grebenhain

### Recht

#### Materielles Recht
In Zahmen galten die Riedesel’schen Verordnungen aus dem 18. Jahrhundert als Partikularrecht. Das Gemeine Recht galt nur, soweit diese Verordnungen keine Bestimmungen enthielten. Dieses Sonderrecht behielt theoretisch seine Geltung auch während der Zugehörigkeit zum Großherzogtum Hessen im 19. Jahrhundert, in der gerichtlichen Praxis wurden aber nur noch einzelne Bestimmungen angewandt. Das Partikularrecht wurde zum 1. Januar 1900 von dem einheitlich im ganzen Deutschen Reich geltenden Bürgerlichen Gesetzbuch abgelöst.

#### Gerichtsverfassung seit 1803
In der Landgrafschaft Hessen-Darmstadt wurde mit Ausführungsverordnung vom 9. Dezember 1803 das Gerichtswesen neu organisiert. Für das Fürstentum Oberhessen (ab 1815 Provinz Oberhessen) wurde das „Hofgericht Gießen“ eingerichtet. Es war für normale bürgerliche Streitsachen Gericht der zweiten Instanz, für standesherrliche Familienrechtssachen und Kriminalfälle die erste Instanz. Übergeordnet war das Oberappellationsgericht Darmstadt. Die Rechtsprechung der ersten Instanz wurde durch die Ämter bzw. Standesherren vorgenommen und somit war für Zahmen ab 1806 das „Riedeselsche Patrimonialgericht Altenschlirf“ zuständig. Nach der Gründung des Großherzogtums Hessen 1806 wurden die Aufgaben der ersten Instanz 1821 im Rahmen der Trennung von Rechtsprechung und Verwaltung auf die neu geschaffenen Landgerichte übertragen. „Landgericht Altenschlirf“ war daher von 1821 bis 1853 die Bezeichnung für das erstinstanzliche Gericht in Altenschlierf, das für Zahmen zuständig war. 1853 erfolgte die Verlegung des Landgerichts nach Herbstein.
Anlässlich der Einführung des Gerichtsverfassungsgesetzes mit Wirkung vom 1. Oktober 1879, infolge derer die bisherigen großherzoglichen Landgerichte durch Amtsgerichte an gleicher Stelle ersetzt wurden, während die neu geschaffenen Landgerichte nun als Obergerichte fungierten, kam es zur Umbenennung in Amtsgericht Herbstein und Zuteilung zum Bezirk des Landgerichts Gießen. Ab 1943 wurde das Amtsgericht Herbstein nur noch als Zweigstelle des Amtsgerichts Lauterbach betreiben, bevor es 1968 endgültig aufgelöst wurde und in dem Amtsgerichtsbereich von Lauterbach zugeschlagen wurde.

### Einwohnerentwicklung
| Zahmen: Einwohnerzahlen von 1834 bis 2020 | Zahmen: Einwohnerzahlen von 1834 bis 2020 | Zahmen: Einwohnerzahlen von 1834 bis 2020 | Zahmen: Einwohnerzahlen von 1834 bis 2020 | Zahmen: Einwohnerzahlen von 1834 bis 2020 |
| --- | ----------------------------------------- | ----------------------------------------- | ----------------------------------------- | ----------------------------------------- |
| Jahr |                                           |                                           |                                           | Einwohner                                 |
| 1834 | 1834                                      |                                           | 197                                       | 197                                       |
| 1840 | 1840                                      |                                           | 201                                       | 201                                       |
| 1846 | 1846                                      |                                           | 198                                       | 198                                       |
| 1852 | 1852                                      |                                           | 207                                       | 207                                       |
| 1858 | 1858                                      |                                           | 199                                       | 199                                       |
| 1864 | 1864                                      |                                           | 220                                       | 220                                       |
| 1871 | 1871                                      |                                           | 206                                       | 206                                       |
| 1875 | 1875                                      |                                           | 211                                       | 211                                       |
| 1885 | 1885                                      |                                           | 213                                       | 213                                       |
| 1895 | 1895                                      |                                           | 214                                       | 214                                       |
| 1905 | 1905                                      |                                           | 202                                       | 202                                       |
| 1910 | 1910                                      |                                           | 209                                       | 209                                       |
| 1925 | 1925                                      |                                           | 179                                       | 179                                       |
| 1939 | 1939                                      |                                           | 158                                       | 158                                       |
| 1946 | 1946                                      |                                           | 241                                       | 241                                       |
| 1950 | 1950                                      |                                           | 222                                       | 222                                       |
| 1956 | 1956                                      |                                           | 183                                       | 183                                       |
| 1961 | 1961                                      |                                           | 180                                       | 180                                       |
| 1967 | 1967                                      |                                           | 175                                       | 175                                       |
| 1970 | 1970                                      |                                           | 166                                       | 166                                       |
| 1980 | 1980                                      |                                           | ?                                         | ?                                         |
| 1990 | 1990                                      |                                           | ?                                         | ?                                         |
| 2000 | 2000                                      |                                           | ?                                         | ?                                         |
| 2011 | 2011                                      |                                           | 129                                       | 129                                       |
| 2015 | 2015                                      |                                           | 128                                       | 128                                       |
| 2020 | 2020                                      |                                           | 132                                       | 132                                       |
| Datenquelle: Historisches Gemeindeverzeichnis für Hessen: Die Bevölkerung der Gemeinden 1834 bis 1967. Wiesbaden: Hessisches Statistisches Landesamt, 1968. Weitere Quellen: ; Gemeinde Grebenhain: webarchiv; Zensus 2011 |                                           |                                           |                                           |                                           |

## Religion
Ursprünglich gehörte Zahmen zu dem 1011 gegründeten Kirchspiel Crainfeld.
1524 wurden die im Gebiet der Riedesel zu Eisenbach gelegenen Dörfer des Kirchspiels jedoch von der auf hessischem Gebiet stehenden Mutterkirche abgetrennt und zur eigenständigen Pfarrei Nieder-Moos erhoben. 1528 wurde die Reformation in dem neugegründeten Kirchspiel eingeführt. Bis 1945 blieb Zahmen rein evangelisch. Eine eigene Kirche besaß das Dorf nie, man besuchte stets die Gottesdienste in der Mutterkirche in Nieder-Moos oder in der Filialkirche im Nachbarort Heisters.
Im Jahre 1961 gab es 166 evangelische (= 92,22 %) und 14 (= 7,78 %) katholische Einwohner im Ort.

## Politik
Gemeinsamer Ortsvorsteher von Zahmen, Wünschen-Moos und Heisters ist Bernhard Simon (Stand 2021).

## Kultur und Sehenswürdigkeiten

### Vereine
Das Vereinsleben von Zahmen ist, bedingt durch die lange Zeit der gemeinsamen Bürgermeisterei und der Gemeinde Steigertal, eng mit dem von Heisters und Wünschen-Moos verbunden. Es existieren die folgenden Vereine (Gründungsjahr in Klammern):
- Gemischter Chor Steigertal (1920)
- Obst- und Gartenbauverein Steigertal (1928)
- Freiwillige Feuerwehr Steigertal (1932)
- Verein „Die Steigertaler“ (1989)
- Backgemeinschaft "Moosbachbäcker" Zahmen (1999)

### Bauwerke

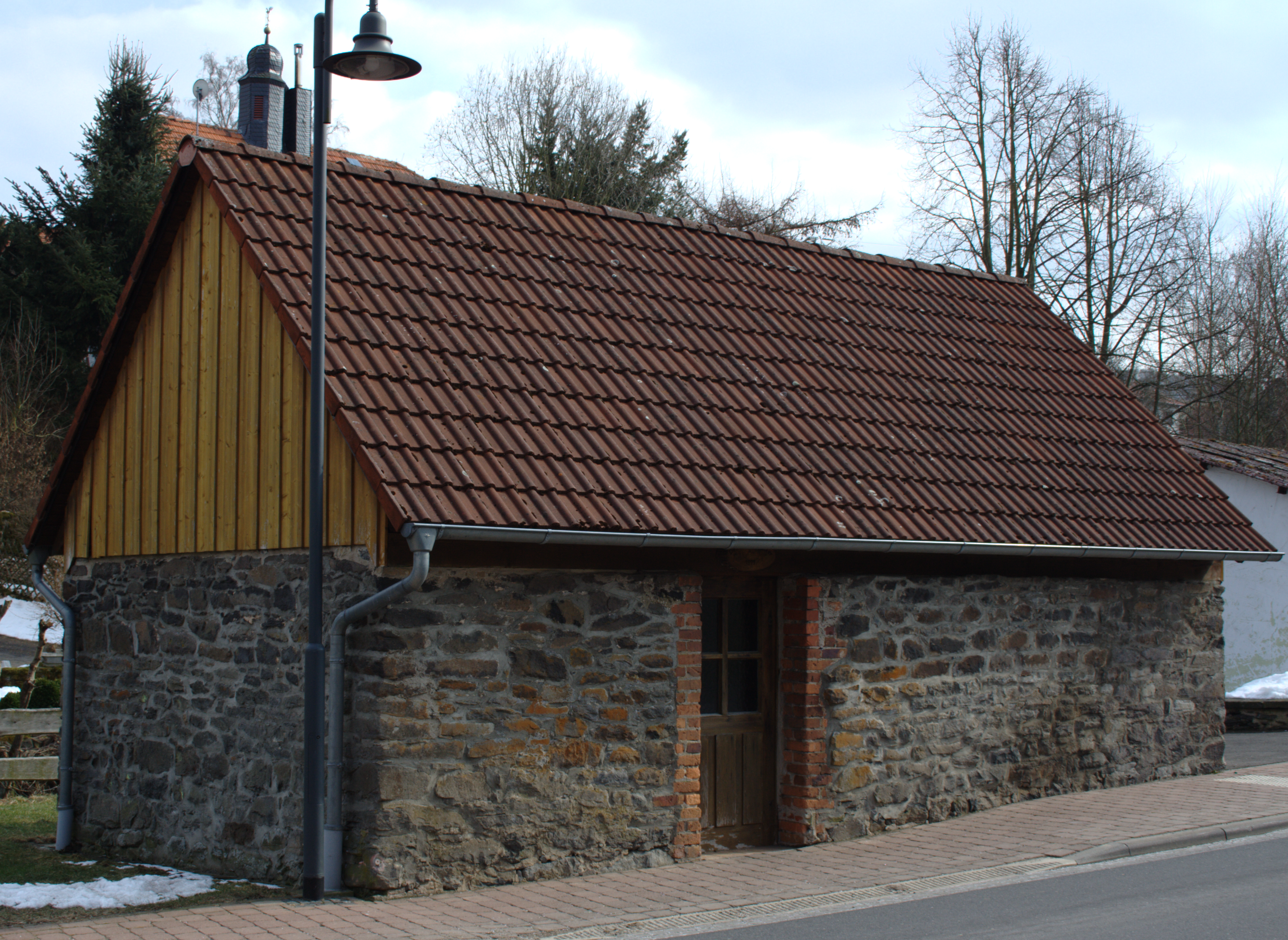
Das Dorfbackhaus in Zahmen

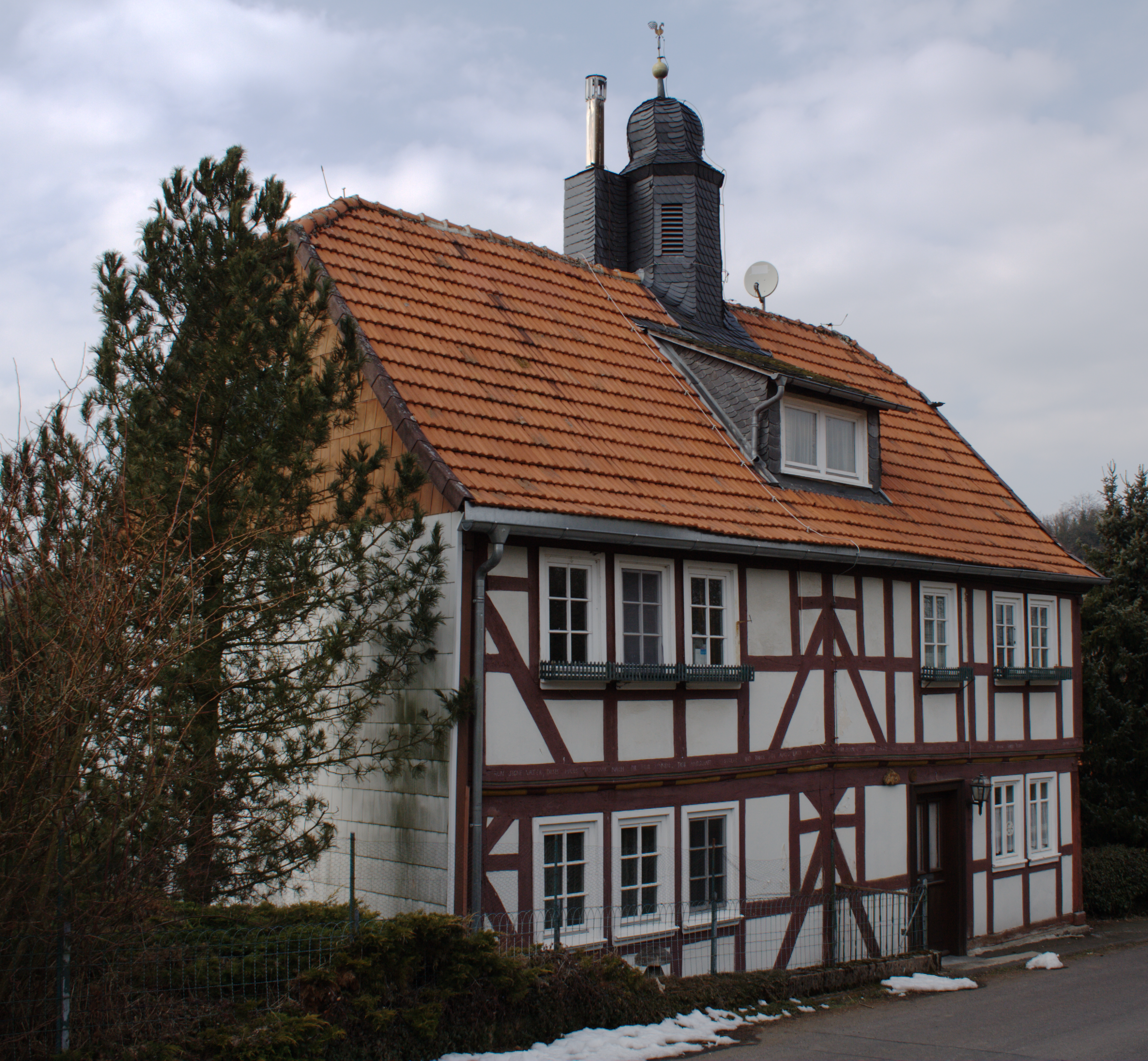
Die ehemalige Schule von 1783 am heutigen Schulberg

Die unter Denkmalschutz stehende Alte Schule ist ein Wahrzeichen von Zahmen und wurde vermutlich Mitte des 18. Jahrhunderts in Fachwerkbauweise mit Krüppelwalmdach und Dachreiter erbaut. Die Glocke stammt aus dem Jahr 1884. Bis zur Einweihung der Neuen Schule, dem heutigen DGH, 1954 diente das Gebäude als Schulhaus für die örtliche einklassige Volksschule. Anschließend erfolgte 1955 der Verkauf an die evangelische Pfarrei Nieder-Moos, die das Gebäude anschließend als Jugendpflegeheim nutzte. Seit 1973 ist es in Privatbesitz.

## Wirtschaft und Infrastruktur
Das ursprünglich landwirtschaftlich geprägte Dorf Zahmen ist heute nahezu ein reiner Arbeitspendler-Wohnort. Seit 2013 befand sich ein Windpark mit ursprünglich bis zu acht und zuletzt noch drei Windkraftanlagen in den Gemarkungen von Zahmen, Metzlos-Gehaag und Metzlos nahe der Grenze zum Landkreis Fulda in der Planung. Er sollte durch die HessenEnergie, eine Tochtergesellschaft der OVAG, betrieben werden. Aufgrund der Streichung des dortigen Vorranggebietes Werschbach aus dem Teilregionalplan Energie Mittelhessen Ende 2016 konnte der Windpark jedoch nicht mehr realisiert werden, weshalb die Planungen eingestellt wurden.
Durch Zahmen führt die Kreisstraße 250 von Nieder-Moos bis zur Grenze zum Landkreis Fulda, wo sie als Kreisstraße 97 nach Blankenau weiter verläuft. Oberhalb des Ortes mündet außerdem die in Crainfeld beginnende Kreisstraße 91 in die K 250 ein.